# Kongregation (Klosterverband)
Kongregation oder Klosterverband nennt man einen Zusammenschluss selbständiger Klöster in der römisch-katholischen Kirche.

## Benediktinerkongregationen
Das größte Verbundsystem existiert bei den Benediktinern. Dabei handelt es sich in der Regel um den Verband von Benediktinerabteien. Einige der Kongregationen gehen bereits auf das 15. Jahrhundert zurück. Den Kongregationen steht in der Regel ein Abtpräses oder ein Erzabt vor. Die 20 Kongregationen des föderalistisch organisierten Benediktinerordens bilden zusammen die Benediktinische Konföderation. Sie wird vom Abtprimas mit Sitz in der Primatialabtei Sant’ Anselmo in Rom repräsentiert.

### Bestehende Kongregationen
- Cassinensische Kongregation (Kongregation von St. Giustina)
- Englische Benediktinerkongregation
- Ungarische Benediktinerkongregation
- Brasilianische Kongregation
- Schweizerische Benediktinerkongregation
- Bayerische Benediktinerkongregation
- Französische Benediktinerkongregation
- Sublazenser Kongregation
- Amerikanisch-Cassinensische Benediktinerkongregation
- Beuroner Benediktinerkongregation
- Schweizerisch-Amerikanische Benediktinerkongregation
- Österreichische Benediktinerkongregation
- Benediktinerkongregation von St. Ottilien
- Kongregation von der Verkündigung der seligen Jungfrau Maria
- Slawische Benediktinerkongregation
- Benediktinerkongregation Cono Sur

### Untergegangene Kongregationen
- Klosterverband von Cluny (Cluniazenser)
- Kongregation von Montevergine
- Cölestiner Kongregation
- Bursfelder Kongregation
- Kongregation vom Hl. Maurus (Mauriner Kongregation)
- Oberschwäbische Benediktinerkongregation
- Niederschwäbische Benediktinerkongregation
- Kongregation von Saint-Vanne und Saint-Hydulphe (Vannisten, auch „Lothringer Benediktinerkongregation“ genannt)
- Niederländische Benediktinerkongregation

## Zisterzienserkongregationen
Auch die Zisterzienser, die aus den Benediktinern hervorgingen, kennen Kongregationen. Zu Beginn der Ordensgeschichte gab es keine Kongregationen, sondern das Filiationsprinzip (Tochterklöster), das im Laufe der Zeit, spätestens seit dem 16. Jahrhundert durch Kongregationen ersetzt wurde. Weitergehende Eingriffe geschahen nach der Französischen Revolution, als der Orden neu organisiert wurde. Seitdem repräsentiert ein gewählter Generalabt den gesamten Orden in Rom. Die einzelnen Kongregationen aber werden von Abtpräsides geleitet.
Liste von Zisterzienserkongregationen:
- Zisterzienserkongregation von Mehrerau
- Oberdeutsche Zisterzienserkongregation
- Österreichische Zisterzienserkongregation
- Zisterzienserkongregation von der Unbefleckten Empfängnis Mariens (Lerins)
- Zisterzienserkongregation von Zirc
- Zisterzienserkongregation von Casamari
- Italienische Zisterzienserkongregation
- Irische Zisterzienserkongregation
- Polnische Zisterzienserkongregation B.M.V. Reginæ Mundi
- Brasilianische Zisterzienserkongregation (Congregação Brasileira dos Cistercienses)[1]
- Vietnamesische Zisterzienserkongregation von der Heiligen Familie[2]
- Zisterzienser-Kongregation der Hl. Gertrud der Großen[3]

Kongregationen waren ursprünglich etwa auch die Trappisten (Kongregationen der Reform von La Trappe, bis 1892).